# مایکل شووتنبرگ
مایکل شووتنبرگ (انگلیسی: Michael Schottenberg؛ زادهٔ ۱۰ ژوئیهٔ ۱۹۵۲) هنرپیشه، کارگردان فیلم، فیلم‌نامه‌نویس اهل اتریش است.
از فیلم‌ها یا برنامه‌های تلویزیونی که وی در آن نقش داشته‌است می‌توان به معلم پیانو اشاره کرد.